# Hohenbergia negrilensis
Hohenbergia negrilensis är en gräsväxtart som beskrevs av Nathaniel Lord Britton och Lyman Bradford Smith. Hohenbergia negrilensis ingår i släktet Hohenbergia och familjen Bromeliaceae.
Artens utbredningsområde är Jamaica. Inga underarter finns listade i Catalogue of Life.